# 安妮·罗素·蒙德
安妮·罗素·蒙德（Annie Russell Maunder，1868年4月14日—1947年9月15日）是一位北爱尔兰女天文学家暨数学家
。

## 早年生活及教育
1868年4月14日她出生于爱尔兰蒂龙郡斯特拉班市一个牧师家庭，父母分别名叫威廉·安德鲁·罗素和赫西·内斯比特·罗素（娘家姓蒂欧）。到1882年，她的父亲一直为斯特拉班市长老教会的一名牧师。她在贝尔法斯特女子学院（后改为维多利亚学院）接受的中等教育，1886年在中学考试中获奖，使她有资格参加了格顿学院入学奖学金考试，并赢得了为期三年的奖学金 。
进入剑桥大学格顿学院后，在1889年以数学三等（相当于其它学院的二等）的优异成绩通过了荣誉学位考试，但受当时规定所限，她无法获得本应可得到
的学士学位。

## 天文研究
1891年，罗素开始在格林尼治皇家天文台工作，她被分配到太阳研究部当计算员，每月薪水四英镑。这是一个成立于1873年专门拍摄太阳的部门。在那里罗素担任沃尔特·蒙德的助手，主要工作是拍摄太阳照片。1894年，太阳活动达到高峰导致出现了大量太阳黑子，罗素也追踪到了太阳黑子的运动。
1895年沃尔特与罗素结婚，这是沃尔特的第二次婚姻，婚后罗素被要求辞职，因为公共服务部门限制已婚妇女工作。尽管离开了天文台，但安妮并没有放弃天文研究，她曾陪同沃尔特出国观测日食。1897年安妮用格顿学院给她的补助金，购买了一架1.5英寸镜头的短焦照相机，1898年她用这架相机在印度拍摄了环太阳的日冕。
1908年，安妮出版了与丈夫共同撰写的《天空和它的故事》一书（她丈夫认为她是主稿人），书中包含有她拍摄的太阳和银河的照片。1916年11月她被提名英国皇家天文学会院士，10个月后，有关女性院士的禁令被取消，她是24年来首位被提名的女候选人。在她成为英国天文协会会员之前，她的丈夫曾于1890年帮助创建了该协会。虽然他自己早在1875年就已是英国皇家天文学会院士，但蒙德想让天文协会对社会各界中有志于天文学的每个人开放，特别是妇女。
一战期间，她作为志愿者回到了格林尼治皇家天文台，从1915年一直工作到1920年。在成为皇家天文学会院士前，她的许多观察都以丈夫的名字在流行期刊上发表。
蒙德的调查显示了太阳黑子数和地球气候变化的关系，从而发现了蒙德极小期期间，太阳活动量的减少。安妮被认为是一位日食摄影专家，加拿大政府曾邀请她负责1905年8月拉布拉多日食观测队的摄影工作，这是她仅有的一次有报酬的科考，但因当地天气多云，最终没有观察到日食。

## 个人生活
虽然沃尔特与前妻曾生育了5个孩子，但与安妮二人却没有孩子。沃尔特在1928年76岁时去世，而安妮将近20年后，于1947年9月15日在伦敦旺兹沃思去世，享年79岁。

## 纪念
月球上的蒙德环形山以及蒙德极小期就是以沃尔特和安妮·蒙德二人共同的名字命名的。

## 备注
1. 1 2 3  Evershed, M. A. . Monthly Notices of the Royal Astronomical Society (Royal Astronomical Society). 1948, 108 (1): 48–49  [2016年1月27日]. Bibcode:1948MNRAS.108...48.. doi:10.1093/mnras/108.1.48.
2. ↑  Evershed, M. A. . Journal of the British Astronomical Association (British Astronomical Association). 1947, 57 (6): 238  [2016年1月27日]. Bibcode:1947JBAA...57..238..
3. 1 2 3  Brück, Mary T. . Irish Astronomical Journal. 1994, 21: 280–291. Bibcode:1994IrAJ...21..281B.
4. 1 2 3  Brück, Mary T.; Grew, S. . Irish Astronomical Journal. 1996, 23: 55–56. Bibcode:1996IrAJ...23...55B.
5. ↑  Ogilvie, Marilyn Bailey. . British Journal for the History of Science. 2000, 33: 67–84. doi:10.1017/s0007087499003878.
6. ↑  Ogilvie, Marilyn Bailey. . Hockey, Thomas; Trimble, Virginia; Williams, Thomas R.  (编). . New York: Springer Publishing. 2014  [27 January 2016]. ISBN 978-1-4419-9917-7. doi:10.1007/978-1-4419-9917-7_912. （原始内容存档于2018-06-17）.
7. ↑  . IrishGenealogy.ie.   [2017年4月14日].
8. ↑  . 天文台. 1916, 39: 479. Bibcode:1916Obs....39..479.., see. p. 492.
9. ↑  Bailey, Mandy.  (PDF). Astronomy & Geophysics (Royal Astronomical Society). 2016, 57 (1): 19–21  [2016年1月26日]. （原始内容存档 (PDF)于2017年7月8日）.
10. ↑  . : 80  [2013年6月5日]. ISBN 9780953195312.
11. ↑  .   [2017-08-17]. （原始内容存档于2013-10-24）.